# Alberto Ormaetxea
Alberto Ormaetxea Ibarlucea (* 7. April 1939 in Eibar, Guipúzcoa; † 28. Oktober 2005 in San Sebastián) war ein spanischer Fußballspieler und -trainer. Er war vor allem bei Real Sociedad San Sebastián aktiv.
Ormaetxea begann seine Fußballerkarriere als linker Verteidiger 1958 bei SD Eibar und wechselte 1962 zu Real Sociedad. Die Mannschaft war in der Vorsaison aus der Primera División abgestiegen und erreichte erst in der Saison 1966/67 unter Mitwirkung Ormaetxeas den Wiederaufstieg. Ormaetxea spielte bis 1974 für Real Sociedad, bevor er ins Trainergeschäft wechselte.
Als Trainer war er zunächst bei Real Sociedad Assistent von Rafael Iriondo, Andoni Elizondo und José Antonio Irulegi, bevor er in der Saison 1978/79 letzteren als Cheftrainer ablöste. Bereits in seiner zweiten Saison wäre Real Sociedad beinahe spanischer Meister geworden, verlor jedoch nach 32 Spielen ohne Niederlage am vorletzten Spieltag mit 1:2 gegen den FC Sevilla und belegte letztlich nur den zweiten Platz hinter Real Madrid. In den beiden nächsten Jahren, 1981 und 1982, wurde Real Sociedad dann spanischer Meister und gewann damit die einzigen beiden Meistertitel in der Vereinsgeschichte.
In der Saison 1982/83 gewann die Mannschaft darüber hinaus den neu geschaffenen spanischen Superpokal gegen Pokalsieger Real Madrid (0:1, 4:0 n. V.) und erreichte das Halbfinale im Europapokal der Landesmeister, wo sie gegen den späteren Sieger Hamburger SV ausschied (1:1, 1:2).
Ormaetxea blieb bis zum Ende der Saison 1984/85 Trainer der Mannschaft, als die neue Clubführung nach zwei weniger erfolgreichen Jahren einen Neuaufbau unter Trainer John Toshack anstrebte. Später trainierte Ormaetxea noch Hércules CF in Alicante.
Er starb nach langer Krankheit zu Hause in San Sebastián.
| Personendaten    | Personendaten                                     |
| ---------------- | ------------------------------------------------- |
| NAME             | Ormaetxea, Alberto                                |
| ALTERNATIVNAMEN  | Ormaetxea Ibarlucea, Alberto (vollständiger Name) |
| KURZBESCHREIBUNG | spanischer Fußballspieler und -trainer            |
| GEBURTSDATUM     | 7. April 1939                                     |
| GEBURTSORT       | Eibar, Gipuzkoa                                   |
| STERBEDATUM      | 28. Oktober 2005                                  |
| STERBEORT        | San Sebastián                                     |